# حي باعوين (حضرموت)
حي باعوين هو أحد أحياء مديرية الشحر في محافظة حضرموت اليمنية. يبلغ تعداد سكانه 4214 نسمة حسب التعداد السكاني في اليمن لعام 2004.